# Duševní hygiena
Duševní hygiena neboli psychohygiena je nauka o tom, jak si chránit a upevňovat duševní zdraví a jak zvyšovat odolnost člověka vůči nejrůznějším škodlivým vlivům. Psychohygiena poskytuje návod, jak cílevědomě upravovat životní styl a životní podmínky tak, aby se nejen zabránilo nepříznivým vlivům, ale aby se co nejvíc uplatnily vlivy posilující naši duševní kondici, duševní rovnováhu. Má člověka naučit, jak předcházet psychickým obtížím. Pokud již nastaly, učí ho, jak je nejlépe zvládat.

## Cíle
- Prevence psychosomatických a psychických nemocí.
- Udržení dobré pracovní výkonnosti či její zvýšení – vyrovnaný člověk se dokáže dobře koncentrovat na práci i odpočinek.
- Udržení fungujících sociálních vztahů a jejich upevnění – člověk, který je duševně zdravý, kladně působí na své okolí, a také jej lépe vnímá.
- Zvýšení subjektivní spokojenosti – vyrovnaný člověk tolik neprožívá negativní citová vypětí.

## Pracovní prostředí
V průběhu pracovní činnosti je náš organismus zatěžován mnohem více než v době odpočinku. Pracovní prostředí by proto mělo být upraveno a vybaveno hygienicky. Úprava by se měla týkat i estetické stránky, aby prostředí působilo příjemně. Měly by se kontrolovat fyzikální podněty, které přicházejí z vnějšího prostředí (světlo, hluk, teplota, vlhkost vzduchu), měl by být zajištěn dostatek pracovního prostoru, větrání a dostatečné materiální vybavení.

## Životospráva
Životospráva zahrnuje správnou výživu, dostatečně dlouhý a kvalitní spánek, vhodné rozložení odpočinku a zátěže a společenské zázemí. Regenerace nervového systému a osvěžení celého organismu není závislé jen na délce spánku, ale i na jeho kvalitě. Ve výživě je nutné dbát na to, aby se člověk nepřejídal, ale pamatoval také na vhodné složení potravy a pravidelnost v jídle. Pro duševní zdraví je nezbytné usilovat o harmonický život, mít čas a citové zázemí pro odpočinek a vést život v rodině tak, aby v něm nedocházelo k zátěžím a stresům. K udržení a upevnění dobré tělesné a duševní kondice přispívají pohyb a tělesná práce.
Aktivní provozování sportu zvyšuje nejen úroveň tělesné kondice, ale má vliv i na psychiku (sebevědomí, sebehodnocení i hodnocení jedince ostatními) a může mít vliv i na posilování sociálních vztahů a vazeb.

## Organizace práce
Je užitečné naučit se hospodařit s časem i vlastními silami. Psychohygiena přejímá doporučení lidové moudrosti „co můžeš udělat dnes, neodkládej na zítřek“. Měli bychom dbát na pořádek ve věcech i na přiměřené osobní pracovní tempo. Pravidelný denní rytmus práce a odpočinku šetří naši energii a napomáhá k duševní vyrovnanosti.

## Relaxační techniky
- Jóga
- Schultzův autogenní trénink – jóga a sugesce, 6 základních kroků (zklidnění dechu, pocit tíhy v končetinách, pocit tepla v končetinách, pocit tepla v břiše, pocit chladivého čela, příp. ovlivňování tepu srdce).
- Jacobsonova relaxace – postupné protahování všech svalů těla.

## Systém hodnot
Duševní hygiena úzce souvisí s naším systémem hodnot. Každý člověk by si měl sám pro sebe ujasnit, co jsou pro něho hodnotné cíle, k nimž bude zaměřovat své úsilí, čemu bude dávat přednost. Také uspokojivé sociální a citové vztahy jsou významnou součástí našeho života a posilují naši odolnost vůči fyzickým i duševním stresům. Duševní hygiena by měla zahrnovat i cílevědomou práci na sobě samém.